# Liste der Kulturdenkmale in Deutschenbora
In der Liste der Kulturdenkmale in Deutschenbora sind die Kulturdenkmale des Nossener Ortsteils Deutschenbora verzeichnet, die bis April 2021 vom Landesamt für Denkmalpflege Sachsen erfasst wurden (ohne archäologische Kulturdenkmale). Die Anmerkungen sind zu beachten.
Diese Aufzählung ist eine Teilmenge der Liste der Kulturdenkmale in Nossen.

## Deutschenbora
| Bild                                    | Bezeichnung | Lage                                      | Datierung | Beschreibung | ID       |
| --------------------------------------- | --- | ----------------------------------------- | --- | --- | -------- |
| Direkt Bild zu diesem Denkmal hochladen | Mietshaus | Am Bahnhof 2 (Karte)                      | Ende 19. Jahrhundert | Markanter historisierender Bau mit erhöhtem Mittelteil, sparsame, aber ansprechende Putzgliederung sowie akzentuierenden Fassadenschmuck, baugeschichtlich bedeutend. Dacherker, Doppel-Rundbogenfenster, Putzgliederung, Pilaster, Putznutungen. Nach Aussage der Besitzer hat sich ein Frisörmeister das Haus bauen lassen. Der Grundstückserwerb erfolgte 189. Eine Postkarte von 1905 belegt, dass es um 1900 errichtet wurde. | 09268517 |
| Weitere Bilder                          | Rittergut Deutschenbora (Sachgesamtheit) | An der Schule 1, 2, 3, 4, 5, 6, 7 (Karte) | 1744–1873, im Kern älter | Sachgesamtheit Rittergut Deutschenbora, bestehend aus den Einzeldenkmalen: Herrenhaus (Nr. 1), vermutliches Gutsverwalterhaus (Nr. 2), drei Wohn- und Wirtschaftsgebäude (Nr. 3–5), zwei in Teilen umgebauten Scheunen (Nr. 6 und 7), zwei Torbögen, der vordere mit Wappenstein, Reste der Mauereinfriedung (siehe 09268506) sowie Flächen einer einstigen Parkanlage (Sachgesamtheitsteile); Herrenhaus älterer Kern 16. Jahrhundert, Anwesen baugeschichtlich und ortsgeschichtlich bedeutend sowie von Belang für das Ortsbild. Die völlig veränderten Reste des einstigen Gutsparks sind kein Gartendenkmal, nur Bestandteile der Sachgesamtheit Rittergut. | 09302192 |
| Weitere Bilder                          | Herrenhaus (Nr. 1), vermutliches Gutsverwalterhaus (Nr. 2), drei Wohn- und Wirtschaftsgebäude (Nr. 3–5), zwei in Teilen umgebauten Scheunen (Nr. 6 und 7), zwei Torbögen, der vordere mit Wappenstein, und Reste der Mauereinfriedung (Einzeldenkmale der Sachgesamtheit 09302192) | An der Schule 1, 2, 3, 4, 5, 6, 7 (Karte) | Bezeichnet mit 1744, im Kern älter (Herrenhaus); bezeichnet mit 1861 (nordwestliche Wirtschaftsgebäude); bezeichnet mit 1873 (nordöstliche Wirtschaftsgebäude) | Einzeldenkmale der Sachgesamtheit Rittergut Deutschenbora; Herrenhaus älterer Kern 16. Jahrhundert, Gedenktafel am Torbogen, die an getötete Polizisten erinnert, Anwesen baugeschichtlich und ortsgeschichtlich bedeutend sowie von Belang für das Ortsbild. - Herrenhaus (Nummer 1): mit überwölbtem Erdgeschoss aus dem 16. Jahrhundert, ursprüngliche Besitzer von Mergenthal (besaßen Rittergut von 1400 bis 1748), vom Dachstuhl nur noch Reste erhalten (Zustand 13. August 2008) - Gutsverwalterhaus (Nummer 2): wohl einstige Gutsverwalterhaus, markanter Bau mit Walmdach, Ende 18. Jahrhundert (oder älter), Eingang mit bemerkenswerten Torbögen - Wohn- und Wirtschaftsgebäude (Nummer 3/4): östliches Wirtschaftsgebäude, langgestreckter Bau mit Satteldach, 2. Hälfte 19. Jahrhundert - Wohn- und Wirtschaftsgebäude (Nummer 5) zwei Wirtschaftsgebäude als nördlicher Abschluss des Hofes (bezeichnet mit 1873 und bezeichnet mit 1861) - Scheunen (Nummer 6/7) zwei frei stehehend, in Teilen umgebaute Scheunen mit Satteldach | 09268506 |
| Direkt Bild zu diesem Denkmal hochladen | Wohnhaus | Mahlitzscher Straße 1 (Karte)             | Bezeichnet mit 1853 | Ländliches Wohnhaus, Obergeschoss mit Fachwerk, Teil des markanten Ortskerns mit Kirche, Rittergut und einstigem Gasthof, baugeschichtlich bedeutend. Türstock und Fenstergewände aus Sandstein, am Türstock bezeichnet mit „18...53“, ein Giebel verbrettert, ein Giebel Fachwerk. | 09268508 |
| Direkt Bild zu diesem Denkmal hochladen | Schulgebäude über hakenförmigem Grundriss und Scheune | Mahlitzscher Straße 2 (Karte)             | 1857 | Schule ein massiver Putzbau mit klassizistischem Portal, Fachwerk-Scheune, markante Gebäudegruppe, bildet mit den Baulichkeiten des Rittergutes und der gegenüberliegenden Kirche bedeutsames Ensemble und den historischen Kern des Ortes, baugeschichtlich und ortsgeschichtlich sowie städtebaulich bedeutend. Das 1857 entstandene und 1885 erweiterte Gebäude ist sowohl bau- als auch ortsgeschichtlich bedeutend. Die Alte Schule ist ein markanter Bau mit hohem Satteldach und als Eingangsfront betonter Giebelseite. Die zu ihr gehörende kleine Scheune im Hofbereich zeigt eine interessante Fachwerkkonstruktion mit Schwellen, Stielen und Streben. Hinsichtlich Gestaltung und Authentizität hebt sich das Anwesen aus vielen vergleichbaren Dorfschulen heraus. Abgesehen davon bildet es mit den in unmittelbarer Nähe befindlichen Baulichkeiten von Rittergut, Dorfkirche mit Kirchhof und großem bemerkenswerten Dorfgasthof den historisch bedeutsamen Kern von Deutschenbora. Dieser Kern gehört zu den malerischsten Ortsansichten im Landkreis Meißen. Eine markante historische Abbildung des Ortes in „Die Rittergüter und Schlösser in Sachsen, II. Meißner Kreis“ zeigt, dass sich an der Stelle des Schulgebäudes aus der zweiten Hälfte des 19. Jahrhunderts ein kleines Fachwerkgebäude befand. Obwohl größer als ihr Vorgängerbau, fügt sich die Schule wegen ihrer zurückhaltenden Kubatur gut in das unmittelbar gegenüber gelegene Ensemble von Rittergut und Kirche mit Kirchhof ein. | 09302720 |
| Weitere Bilder                          | Kirche (einschließlich Ausstattung) und Kirchhof mit Leichenhalle, Einfriedungs- und Stützmauer, Kriegerdenkmal für die Gefallenen des Ersten Weltkrieges und einigen Grabmälern                                                                                                   | Mahlitzscher Straße 4 (Karte)             | 1698 (Kirche); bezeichnet mit 1562 (Taufe); 1556 (Ahnenzyklus); 1739 (Kanzelaltar); 1740 (Orgelprospekt)                                                       | Barocke Saalkirche mit Westturm, dazu Innenausstattung einschließlich Vasa Sacra, Zeugnis der Kirchenbaukunst des späten 17. und vor allem 18. Jahrhunderts, baugeschichtlich und ortsgeschichtlich sowie künstlerisch bedeutend. - Kirche mit Empore - auf dem Kirchhof markantes Kriegerdenkmal mit Soldatenfiguren, Inschriften usw. - drei denkmalwerte Grabstätten: - neogotisches Grabmal mit Radkreuz als Aufsatz (2. Hälfte 19. Jahrhundert) - Grabmal Döring (1902) - neogotisches Grabmal mit Engelsfigur im Relief (2. Hälfte 19. Jahrhundert) | 09269845 |
| Direkt Bild zu diesem Denkmal hochladen | Wohnstallhaus eines Dreiseithofes | Mahlitzscher Straße 7 (Karte)             | 1. Hälfte 19. Jahrhundert | Obergeschoss Fachwerk, baugeschichtlich von Bedeutung, Fachwerk massiv untersetzt | 09268507 |
| Direkt Bild zu diesem Denkmal hochladen | Wohnstallhaus, Seitengebäude und Scheune eines Bauernhofes | Meißner Straße 1 (Karte)                  | 1. Hälfte 19. Jahrhundert | Geschlossen erhaltenes Gehöft, alle Gebäude mit Fachwerk, baugeschichtlich und wirtschaftsgeschichtlich bedeutend. - Wohnstallhaus und Seitengebäude: Fachwerk massiv untersetzt - Scheune: Fachwerk wohl teilweise ausgemauert (verputzt), originale Fenster | 09268510 |
| Direkt Bild zu diesem Denkmal hochladen | Wohnstallhaus und Handschwengelpumpe eines Bauernhofes | Meißner Straße 7 (Karte)                  | Bezeichnet mit 1799 | Bemerkenswerter Fachwerkbau, Fachwerk auch im Erdgeschoss, Konstruktion zum Teil mit Kopfstreben im Erdgeschoss, baugeschichtlich bedeutend, Fachwerk teilweise massiv untersetzt | 09268509 |
| Direkt Bild zu diesem Denkmal hochladen | Seitengebäude und Scheune eine Vierseithofes | Meißner Straße 15 (Karte)                 | 2. Hälfte 19. Jahrhundert (Seitengebäude); 1903 (Scheune) | Seitengebäude mit Fachwerk im Obergeschoss, Scheune verputzter Massivbau, baugeschichtlich und wirtschaftsgeschichtlich bedeutend. - Seitengebäude: Fachwerk massiv untersetzt - Scheune: massiv, obere Einfahrt, Rückseite verbrettert, nach Aussage der Eigentümer wurde Scheune 1903 errichtet und deren Dach 1943 erneuert | 09268512 |
|                                         | Ehemaliger Gasthof mit Wohnhaus mit integriertem Stalltrakt, daran angebaute Scheune sowie Seitengebäude und Saalgebäude mit kleinem Anbau | Meißner Straße 16 (Karte)                 | 18. Jahrhundert (Scheune); um 1800 (Gasthof); 1869 (Saal) | Gasthaus mit Fachwerk-Obergeschoss in altertümlicher Konstruktion (Kreuzstreben zum Hof) und mit Korbbogenportal zum Hof, massive Scheune mit hohem Krüppelwalmdach, massives Saalgebäude des 19. Jahrhunderts, neben Rittergut bemerkenswertestes Anwesen von Deutschenbora, baugeschichtlich und ortsgeschichtlich bedeutend. - Gasthof: Fachwerk massiv untersetzt - Wirtschaftsgebäude (Fachwerk): beide um 1800 - Scheune: 18. Jahrhundert, Krüppelwalmdach, Fachwerk massiv untersetzt | 09268511 |
| Direkt Bild zu diesem Denkmal hochladen | Seitengebäude (Nr. 2a) und Torbogen (zu Nr. 2b) eines ehemaligen Vierseithofes | Straße des Fortschritts 2a, 2b (Karte)    | 1. Hälfte 19. Jahrhundert (Seitengebäude); bezeichnet mit 1829 (Torbogen)                                                                                      | Seitengebäude Obergeschoss Fachwerk, baugeschichtlich von Bedeutung. Fachwerk massiv untersetzt, alte Fenster. | 09268513 |
| Direkt Bild zu diesem Denkmal hochladen | Seitengebäude eines Vierseithofes | Straße des Fortschritts 8 (Karte)         | 1. Hälfte 19. Jahrhundert | Obergeschoss Fachwerk, Giebel verbrettert, baugeschichtlich von Bedeutung. Fachwerk massiv untersetzt, alte Fenster. | 09268516 |
| Direkt Bild zu diesem Denkmal hochladen | Scheune eines Hakenhofes | Straße des Fortschritts 11 (Karte)        | 1. Hälfte 19. Jahrhundert | Fachwerk-Scheune, baugeschichtlich und wirtschaftsgeschichtlich von Bedeutung | 09268514 |
| Direkt Bild zu diesem Denkmal hochladen | Seitengebäude eines Dreiseithofes | Straße des Fortschritts 12 (Karte)        | 1. Hälfte 19. Jahrhundert | Obergeschoss Fachwerk, baugeschichtlich bedeutend | 09268515 |
| Direkt Bild zu diesem Denkmal hochladen | Seitengebäude eines Gasthofes | Wilsdruffer Straße 3 (Karte)              | Bezeichnet mit 1813 | Obergeschoss Fachwerk verkleidet, historische Ausspanne (ehemaliges Gasthaus, Wilsdruffer Straße 1, ein Putzbau mit klassizistischem Portal, 2012 abgebrochen), baugeschichtlich und ortsgeschichtlich bedeutend. Der markante dreigeschossige Gasthofsbau mit Walmdach, Saaltrakt und Anbau ist über dem Eingang mit Datierung 1869 bezeichnet. Seitengebäude und Scheune zeigen Fachwerk. Ersteres ist im Türstock mit 1813 datiert. Abbruchgenehmigung 2007/2009 erteilt, Gasthof Januar 2012 noch nicht abgebrochen, aber im Sommer 2012 Gasthaus mit Saal und benachbarte Scheune (Flurstück 174/11) abgebrochen. | 09301669 |

## Tabellenlegende
- Bild: Bild des Kulturdenkmals, ggf. zusätzlich mit einem Link zu weiteren Fotos des Kulturdenkmals im Medienarchiv Wikimedia Commons. Wenn man auf das Kamerasymbol klickt, können Fotos zu Kulturdenkmalen aus dieser Liste hochgeladen werden:
- Bezeichnung: Denkmalgeschützte Objekte und ggf. Bauwerksname des Kulturdenkmals
- Lage: Straßenname und Hausnummer oder Flurstücknummer des Kulturdenkmals. Die Grundsortierung der Liste erfolgt nach dieser Adresse. Der Link (Karte) führt zu verschiedenen Kartendiensten mit der Position des Kulturdenkmals. Fehlt dieser Link, wurden die Koordinaten noch nicht eingetragen. Sind diese bekannt, können sie über ein Tool mit einer Kartenansicht einfach nachgetragen werden. In dieser Kartenansicht sind Kulturdenkmale ohne Koordinaten mit einem roten bzw. orangen Marker dargestellt und können durch Verschieben auf die richtige Position in der Karte mit Koordinaten versehen werden. Kulturdenkmale ohne Bild sind an einem blauen bzw. roten Marker erkennbar.
- Datierung: Baubeginn, Fertigstellung, Datum der Erstnennung oder grobe zeitliche Einordnung entsprechend des Eintrags in der sächsischen Denkmaldatenbank
- Beschreibung: Kurzcharakteristik des Kulturdenkmals entsprechend des Eintrags in der sächsischen Denkmaldatenbank, ggf. ergänzt durch die dort nur selten veröffentlichten Erfassungstexte oder zusätzliche Informationen
- ID: Vom Landesamt für Denkmalpflege Sachsen vergebene, das Kulturdenkmal eindeutig identifizierende Objekt-Nummer. Der Link führt zum PDF-Denkmaldokument des Landesamtes für Denkmalpflege Sachsen. Bei ehemaligen Kulturdenkmalen können die Objektnummern unbekannt sein und deshalb fehlen bzw. die Links von aus der Datenbank entfernten Objektnummern ins Leere führen. Ein ggf. vorhandenes Icon  führt zu den Angaben des Kulturdenkmals bei Wikidata.

## Ausführliche Denkmaltexte
1. ↑  Kirche:
  - Geschichte: 1698 auf Veranlassung von Maria Magdalena von Mergenthal neu erbaute Saalkirche, durch ihren Sohn August Philipp 1739 nach Osten erweitert, gleichzeitig Vergrößerung der älteren Familiengruft unter den Ostteilen des Baus. Der Westturm in seinen unteren Teilen 1. Hälfte 16. Jahrhundert und 1698, der Aufbau wohl 1739. Das sehr klar ausgeprägte Innere 1914–17 durch Franz Hesse restauriert und im barockisierenden Jugendstil ausgestaltet, gleichzeitig der kleine Ostanbau. Innenrestaurierung 1972. Putzbau mit geradem Ostschluss, das Satteldach im Osten abgewalmt, zweireihig angeordnete korbbogige Fenster, die Putzfassaden mit Ecklisenen, der Ostanbau mit Walmdach. An der Nordfassade spitzbogiges geschmiedetes Gittertürchen, wohl 17. Jahrhundert, das einen Lüftungsschacht der Gruft abschließt.
  - Kirche (Dehio Sachsen I, 1996): Am Turm spätgotisches Sockelprofil der Westseite, unterbrochen durch das Westportal von 1914 bis 1917, rechteckiger Unterbau, das oktogonale Glockengeschoss mit Haube, Laterne und zierlicher Zwiebel. Über dem Portal des Turms Steinreliefs mit Wappen derer von Mergenthal mit breitem Schriftband, mit Wappen derselben Familie und derer von Wolffersdorf, ebenso mit breitem Schriftband, darüber mit den Wappen derer von Mergenthal und der Marschall von Bieberstein, bezeichnet mit 1546 und mit Erneuerungsdatierung 1739, zwischen den Wappen ein Kruzifix. In Innern alle Einbauten und die Ausstattung streng symmetrisch angeordnet, mit dem Kanzelaltar und dem davor aufgestellten Taufstein, den zentralen Orten der lutherischen Liturgie, als Blickziel. Flache Putzdecke über Hohlkehle, mit neubarockem Rahmenstuckfeld. Die von Balusterstützen getragenen hölzernen Emporen der südlichen und nördlichen Längswand sind an der Ostwand bogenförmig miteinander verbunden, so dass hinter dem Kanzelaltar eine weitere Empore entsteht, die den reichen Orgelprospekt mittig über dem Altar trägt. Gegenüberliegend an der Westseite die Herrschaftsempore, bezeichnet mit 1709, eine erkerartige Holzkonstruktion mit dreiteiliger gebrochener Front, zum Teil verglast, mit geschnitztem, vergoldetem Ornamentdekor vor weißem Grund und gemalten Wappen derer von Mergenthal und derer von Wolffersdorf. Das Kirchengestühl wohl von 1739, die Wangen jeweils bekrönt mit eingerolltem Profil. Die Fenster, 1914–17 partiell farbig verglast mit Wappendarstellungen und Ornamenten, setzen kräftige Akzente innerhalb der sonst weißen Raumschale.
  - Ausstattung:
    - Kanzelaltar aus Holz von 1739, hell gefasst, Aufbau mit zwei korinthischen Pilastern, auf dem verkröpften Gesims Vasen, der achteckige Corpus mit rundbogigem Zugang von hinten.
    - Taufstein aus Sandstein, bezeichnet mit 1562, mit Restaurierungsdatum 1739, sein Fuß mit Gehängen und Blättern verziert sowie mit Inschriften versehen, der Kelch unten muschelförmig, oben mit Bandformen, Blütenornamenten und weiteren Inschriften sowie den Wappen derer von Mergenthal und des Marschall von Bieberstein.
    - Orgelprospekt, 1740, verändert 1914–17, durch ionische Pfeiler gegliedert, mit Vasenaufsätzen und bekrönender Wappenkartusche sowie reichem Ornamentdekor, weiß und gold gefasst.
    - Ahnenbilderzyklus derer von Mergenthal, 1556, wahrscheinlich 1667 und Mitte 18. Jahrhundert, drei querformatige Ölgemälde auf der gesamten Länge der Brüstung der Südempore, sieben Generationen in Familiengruppen darstellend, die Personen durch Inschriften bezeichnet und mit ihren Wappen gezeigt, das 1. Bild von 1556 beginnt mit der Gruppe des Hans d. Ä. († 1480), kniend in Rüstung, hinter ihm sein Sohn Hans, seine Gemahlin und zwei Töchter, es folgt Hans d. J. († 1506) mit seiner Familie, sodann Wolf († 1556) mit zwei Gemahlinnen und elf Kindern, die drei Gruppen durch Renaissancepilaster getrennt, die durch Bogenfriese verbunden sind. Das zweite Bild, wohl 1667, ebenso durch eine gemalte Arkadenarchitektur dreigeteilt, mit den Familien des Abraham († 1574), des Wolf († 1614) und des jüngeren Wolf († 1648). Das dritte Bild ebenfalls durch eine Architekturmalerei gegliedert, nur noch die große Familiengruppe des Caspar Rudolph († 1686) zeigend, danach sein 12. Sohn August Philipp, kniend, mit der linken Hand auf die Reihe seiner Ahnen weisend, mit zwei langen Inschriften, die sich auf diesen letzten, 1748 verstorbenen, männlichen Nachkommen des Geschlechtes beziehen, um 1750 entstanden. Bildnis des August Philipp von Mergenthal im Brustpanzer, mit großer Perücke, Öl auf Leinwand, 2. Viertel 18. Jahrhundert.
    - Wandleuchter an den Stützen und dreiarmige Standleuchter auf den Brüstungen der Emporen, Metallarbeiten, Jugendstil, um 1917.